# Euphyia cortada
Euphyia cortada là một loài bướm đêm trong họ Geometridae.